# Никому не известный герой
«Никому не известный герой» (фр. Un héros très discret) — французская кинодрама, поставленная в 1996 году режиссёром Жаком Одиар по одноимённому роману Жана-Франсуа Денье. Фильм участвовал в основной конкурсной программе Каннского кинофестиваля 1996 года и одержал победу в категории за лучший сценарий. В 1997 году «Никому не известный герой» номинировался на шесть номинаций премии «Сезар»: в категориях «Лучший режиссёр», «Лучший монтаж», «Лучшая музыка», «Лучший актёр второго плана», «Лучшая актриса второго плана» и «Лучший сценарий», но в итоге не получил ни одного.

## Сюжет
Альберт Деусс всю жизнь мечтал стать героем, однако, он жил обычной и будничной жизнью провинциального представителя буржуазии. Он так далёк от храбрых поступков. В 1944 году Франция получила своё освобождение, и Альберт Деусс придумывает себе подходящую биографию и вступает в ряды французского Сопротивления. Фальсификация помогает ему стать значимым лицом и сделать отличную карьеру. Сохранить этот обман ему позволяет умение находить общий язык с людьми и выдумка, оставаясь незаметным, но фантазии способны быть не только радостными и светлыми, а также могут приносить разочарование, вред и сильно ранить…

## В ролях
| Актёр              | Роль                     |
| ------------------ | ------------------------ |
| Матьё Кассовиц     | Альберт Деусс            |
| Анук Гринбер       | Серван                   |
| Сандрин Киберлен   | Иветт                    |
| Жан-Луи Трентиньян | Альберт Деусс в старости |
| Альбер Дюпонтель   | капитан Дионн            |